# Sam Kemp
Samuel Patrick Kemp (29 tháng 8 năm 1932 - 1987) là một cầu thủ bóng đá chuyên nghiệp người Anh thi đấu ở vị trí tiền vệ cánh cho Sunderland.